# Solms-Laubach
Solms-Laubach fu una contea a sud dell'Assia e ad est della Renania-Palatinato, in Germania. 

## Storia

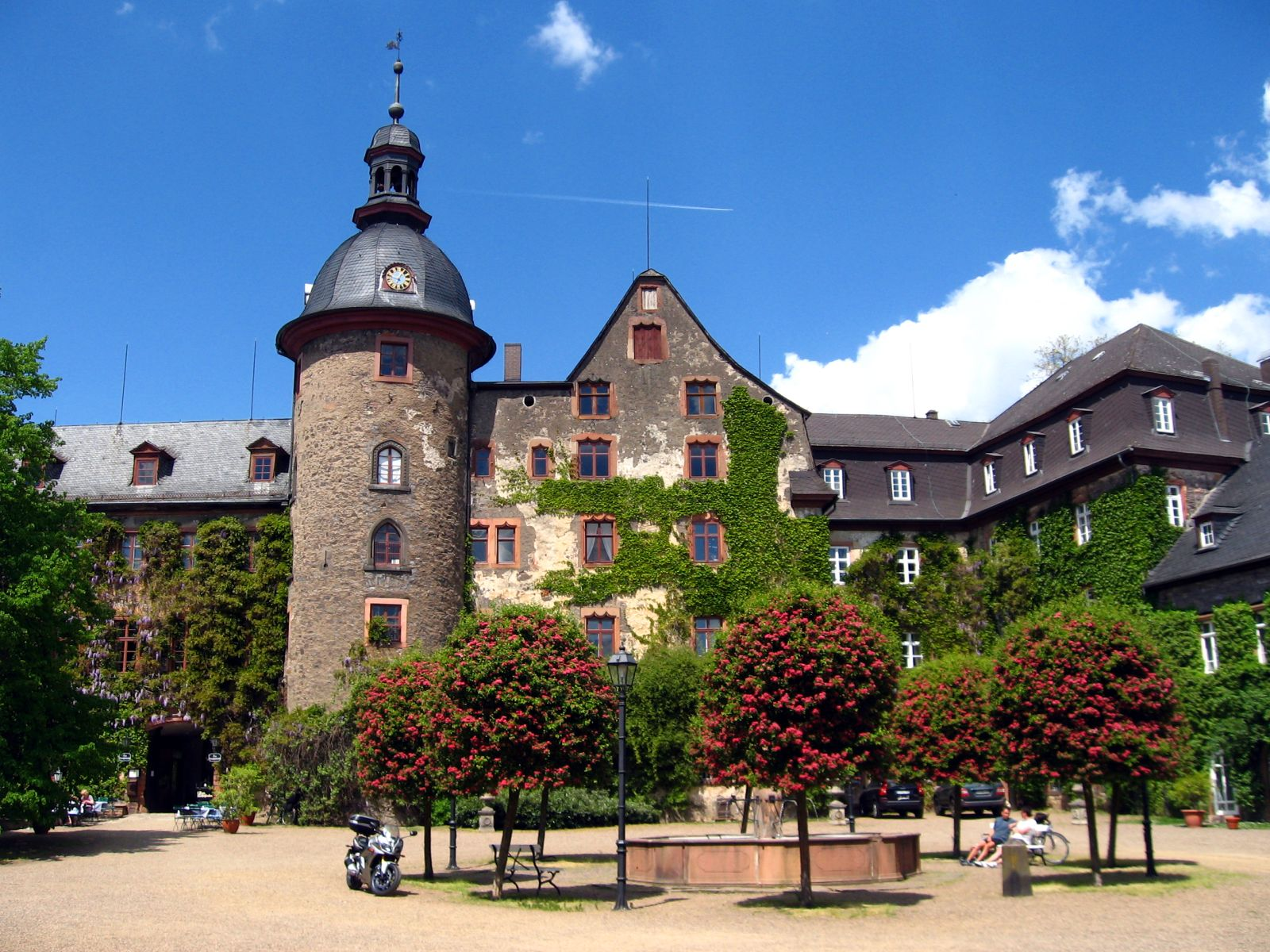
Il castello di Labach

La contea di Solms-Laubach si originò dalla partizione del precedente stato di Solms-Lich. Solms-Laubach si divise in se stesso e nel Solms-Sonnenwalde nel 1561; poi in se stesso, nel Solms-Baruth e nel Solms-Rödelheim nel 1607; nuovamente si divise in se stesso e nel Solms-Sonnenwalde nel 1627. Il Solms-Laubach ereditò il Solms-Sonnenwalde nel 1615. Con la morte del Conte Carlo Ottone, nel 1676, lo stato venne ereditato dai conti di Solms-Baruth e ricreato nuovamente come partizione indipendente nel 1696. Solms-Laubach venne infine ceduto al Granducato d'Assia-Darmstadt nel 1806.

## Conti di Solms-Laubach

### Prima Creazione: 1544–1676
- Federico Magnus I (1544–1561)
- Giovanni Giorgio (1561–1600)
- Alberto Ottone I (1600–1610)
- Alberto Ottone II (1610–1656)
- Carlo Ottone (1656–1676)

la contea passa ai Solms-Baruth

### Seconda Creazione: 1696–1806
- Federico Ernesto (1696–1723)
- Cristiano Augusto (1723–1784), con
  - Federico Magnus (1723–1738)
- Federico Luigi Cristiano (1784–1806)

### Conti non regnanti di Solms-Laubach
- Ottone I (18..-1832)
- Federico (1832-1900)
- Ottone II (1900-1904)
- Giorgio (1904-1969)
- Ottone III (1969-1973)
- Carlo (1973-, n. 1963)

| Controllo di autorità | VIAF (EN) 247854705 · CERL cnp00567154 · GND (DE) 121957578 |